# Ива лоснящаяся
И́ва лосня́щаяся (лат. Salix lucida) — вид цветковых растений из рода Ива (Salix) семейства Ивовые (Salicaceae).
В природе ареал вида охватывает Северную Америку.

## Ботаническое описание
Кустарник, реже дерево высотой 6—8 м и диаметром ствола 15 см.
Прилистники полусердцевидные, опадающие. Листья ланцетные до овально-ланцетных, длиной 8—12 см, шириной 2,5—3 см, сверху длинно-заострённые, при основании закруглённые, острозубчатые, тёмно-зелёные, блестящие сверху, сероватые, снизу блестящие.
Тычинок 5, опушённых, свободных; завязь овально-яйцевидная с расходящимся рыльцем.
Цветение в мае — июне.

## Систематика

### Таксономия
Вид Ива лоснящаяся входит в род Ива (Salix) семейства Ивовые (Salicaceae) порядка Мальпигиецветные (Malpighiales).
|  |                                      |  |                                                             |                                                             |                  |  | ещё 36 семейств (согласно Системе APG II) | ещё 36 семейств (согласно Системе APG II) |                    |  |  |  | ещё более 500 видов |
|  |                                      |  |                                                             |                                                             |                  |  | ещё 36 семейств (согласно Системе APG II) | ещё 36 семейств (согласно Системе APG II) |                    |  |  |  | ещё более 500 видов |
|  |                                      |  |                                                             | порядок Мальпигиецветные                                    |                  |  |                                           |                                           | род Ива            |  |  |  |                     |
|  |                                      |  |                                                             | порядок Мальпигиецветные                                    |                  |  |                                           |                                           | род Ива            |  |  |  |                     |
|  | отдел Цветковые, или Покрытосеменные |  |                                                             |                                                             | семейство Ивовые |  |                                           |                                           | вид Ива лоснящаяся |  |  |  |                     |
|  | отдел Цветковые, или Покрытосеменные |  |                                                             |                                                             | семейство Ивовые |  |                                           |                                           |                    |  |  |  |                     |
|  |                                      |  | ещё 44 порядка цветковых растений (согласно Системе APG II) | ещё 44 порядка цветковых растений (согласно Системе APG II) |                  |  |                                           | ещё около 57 родов                        | ещё около 57 родов |  |  |  |                     |
|  |                                      |  |                                                             | ещё 44 порядка цветковых растений (согласно Системе APG II) |                  |  |                                           |                                           | ещё около 57 родов |  |  |  |                     |

### Представители
В рамках вида выделяют ряд подвидов:
- Salix lucida subsp. caudata (Nutt.) E.Murr.
- Salix lucida subsp. lasiandra (Benth.) E.Murr.

[syn.  Salix lasiandra Benth.]
- Salix lucida subsp. lucida